# 都上县
都上县，中国古县名。
隋朝大业十二年（616年）置，治所在今贵州省凤冈县东南。属明阳郡。唐朝末年废。北宋大观年间复置，宣和年间又废。 